# Heinz Lüdemann
Heinz Lüdemann (* 1. November 1928 in Brandenburg an der Havel; † 15. März 1997 in Leipzig) war ein deutscher Geograph.

## Leben
In den 1960er Jahren leitete Lüdemann eine Abteilung im Ökonomischen Forschungsinstitut der Staatlichen Plankommission. Als Prof. Dr. sc. war er Direktor des Instituts für Geographie und Geoökologie der Akademie der Wissenschaften in Leipzig und Nachfolger von Edgar Lehmann. Er gehörte dem wissenschaftlichen Beirat für Heimatforschung des genannten Instituts an und war Mitautor der Reihe Werte unserer Heimat. 1986 wurde Lüdemann stellvertretender Vorsitzender des neugebildeten Rates für Grundlagen der Umweltgestaltung und des Umweltschutzes.
Lüdemann war Ehrenmitglied der Geographischen Gesellschaft der UdSSR und Vorsitzender des Nationalkomitees der DDR für das Wissenschaftliche Komitee für Umweltprobleme.

## Auszeichnungen
- Vaterländischer Verdienstorden in Bronze (1983)
- Nationalpreis der DDR III. Klasse für Wissenschaft und Technik (1987)